# Silvia Domínguez
Pour les articles homonymes, voir Domínguez.
Silvia Domínguez, née le 31 janvier 1987 à Montgat, est une joueuse espagnole de basket-ball, évoluant au poste de meneuse.

## Biographie
Après avoir remporté l'Euroligue 2011 avec Salamanque (16 points en finale), puis l'édition 2012 avec Valence, elle remporte de nouveau l'Euroligue 2013 avec UMMC Iekaterinbourg, rencontre où elle inscrit 5 points, prend 4 rebonds et donne 2 passes décisives.
Meneuse au QI basket élevé, cette féroce compétritrice est aussi une très bonne rebondeuse pour sa taille. Elle s'est illustrée en équipe nationale notamment durant l'Euro 2009 où l'Espagne remporte la médaille de bronze.
Défaite en demi-finales par la France, l'Espagne obtient la médaille de bronze de l'Euro 2015 grâce à une victoire 74 à 58 face à la Biélorussie.
Lors de la coupe du monde 2018, l'équipe obtient la médaille de bronze, cette fois face à la Belgique.
En ligue russe, ses statistiques sont de 6 points, 4,4 passes et 3,1 rebonds pour 16 matchs en 2012/2013, 5,4 points, 3,9 passes et 3 rebonds pour 8 matchs en 2013/2014 et 4,9 points, 3,4 passes et 2 rebonds pour 7 matchs.  
Après trois saisons en Russie mais avec un rôle déclinant (1,8 point, 1,3 rebond et 1,1 passe décisive en 2014-2015 en Euroligue), et seulement 7 rencontres de championnat étant donné un trop-plein d'étrangers dans l'équipe russe, elle signe durant l'été 2015 un contrat de deux saisons pour Salamanque.
Toujours à Salamanque en 2019-2020 (7,2 points et 5,4 passes décisives), où elle est élue meilleure meneuse du championnat.

## Club
- 2002-2004 :  UB FC Barcelona
- 2004-2006 :  USP-CEU Adecco Estudiantes
- 2006-2011 :  Perfumerias Avenida Salamanque
- 2011-2012  :  Ros Casares Valence
- 2012-2015  :  UMMC Iekaterinbourg
- 2015- :  Perfumerias Avenida Salamanque

## Palmarès

### Club
- Vainqueur de l'Euroligue 2011, 2012, 2013[2]
- Superligue russe 2013, 2014[10], 2015

### Sélection nationale
- Médaille de bronze  au Championnat d'Europe de basket-ball féminin 2009
- Médaille d'or au championnat d'Europe 2013 en France
- Médaille d’argent du Championnat du monde 2014[11]
- Médaille de bronze au championnat d'Europe 2015[4] en Hongrie et Roumanie
- Médaille d'argent aux Jeux olympiques de 2016[12]
- Médaille de bronze à la coupe du monde 2018[5]
- Médaille d'or au Championnat d'Europe 2019 à Belgrade (Serbie)[13]